# Đối lưu manti

Dòng đối lưu trong manti của Trái Đất

Mô hình ô đối lưu. Màu đỏ: cấp nhiệt, màu xanh:mất nhiệt

Đối lưu manti là sự chuyển động rất chậm của vật liệu được xem là dẻo thuộc manti của Trái Đất do sự thay đổi tỷ trọng của nó một cách liên tục . Các vật liệu gần bề mặt Trái Đất, đặc biệt là thạch quyển đại dương, chúng nguội đi do nhiệt bị mất khi nó truyền nhiệt vào đại dương và khí quyển, sau khi mất nhiệt nó trở nên đặc hơn, nặng hơn và chìm xuống tại ranh giới mảng hội tụ. Vật liệu bị hút chìm này sẽ chìm vào trong manti, ở đây nó sẽ bị phân tầng trọng lực, và một vài phần của nó có thể chìm sâu hơn. Ở độ sâu quá trình này ngừng lại sẽ tạo ra một lớp ranh giới nhiệt, tại đây các vật liệu bị chìm xuống có thể được tiếp nhiệt bởi quá trình truyền nhiệt và có thể chúng sẽ trồi lên để tạo thành chùm manti hoặc ở các ranh giới tách giãn.